# Märzenbronnen
Der Märzenbronnen (auch Märzenbrunnen oder Märzenbronn) beim Burladinger Ortsteil Salmendingen auf der Schwäbischen Alb ist ein temporärer See, der in manchen Jahren zur Zeit der Schneeschmelze entsteht. Er befindet sich dann in einer kleinen Senke auf etwa unter 770 m ü. NHN in unmittelbarer Nähe zum Kornbühl, von dem aus im Wesentlichen der Zufluss erfolgt. Der Märzenbronnen wird gespeist von Quelltöpfen aus drei Tälern, dem Junginger Tal, dem Tal am Hellenburren und dem Hinteren Tal. Der See hat eine Staufläche von etwa 2,5 Hektar und ein Stauvolumen von etwa 25.000 Kubikmetern. Begünstigt wird seine Entstehung durch einen kleinen Straßendamm, der das Wasser an der Ostseite des Sees bis zu einer gewissen Höhe anstaut. Das überlaufende Wasser fließt in die Woog, die bei der Melchinger Mühle von der Lauchert aufgenommen wird.

## Galerie

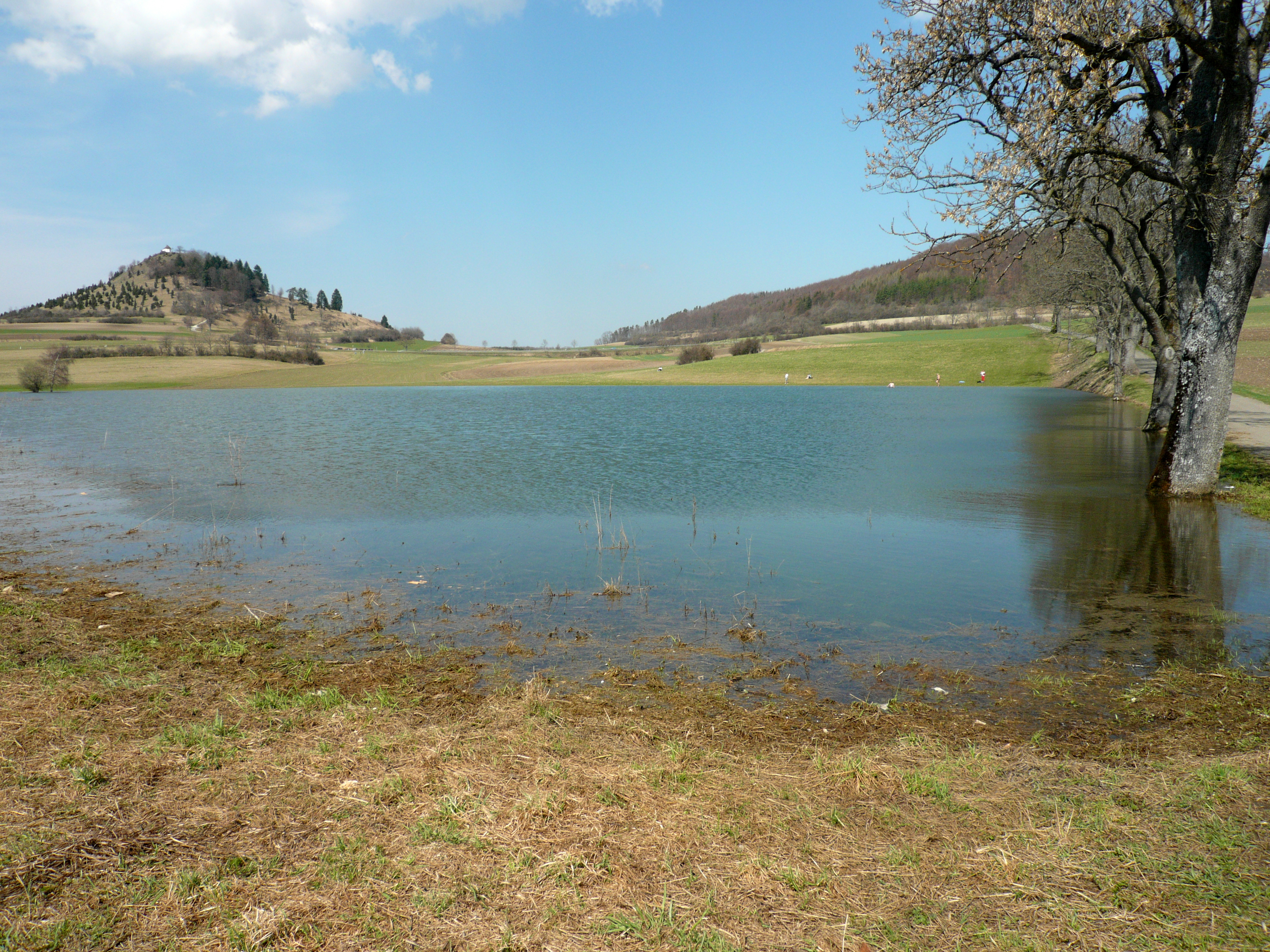
Am Ostufer (17. April 2009); Badegäste im Hintergrund…
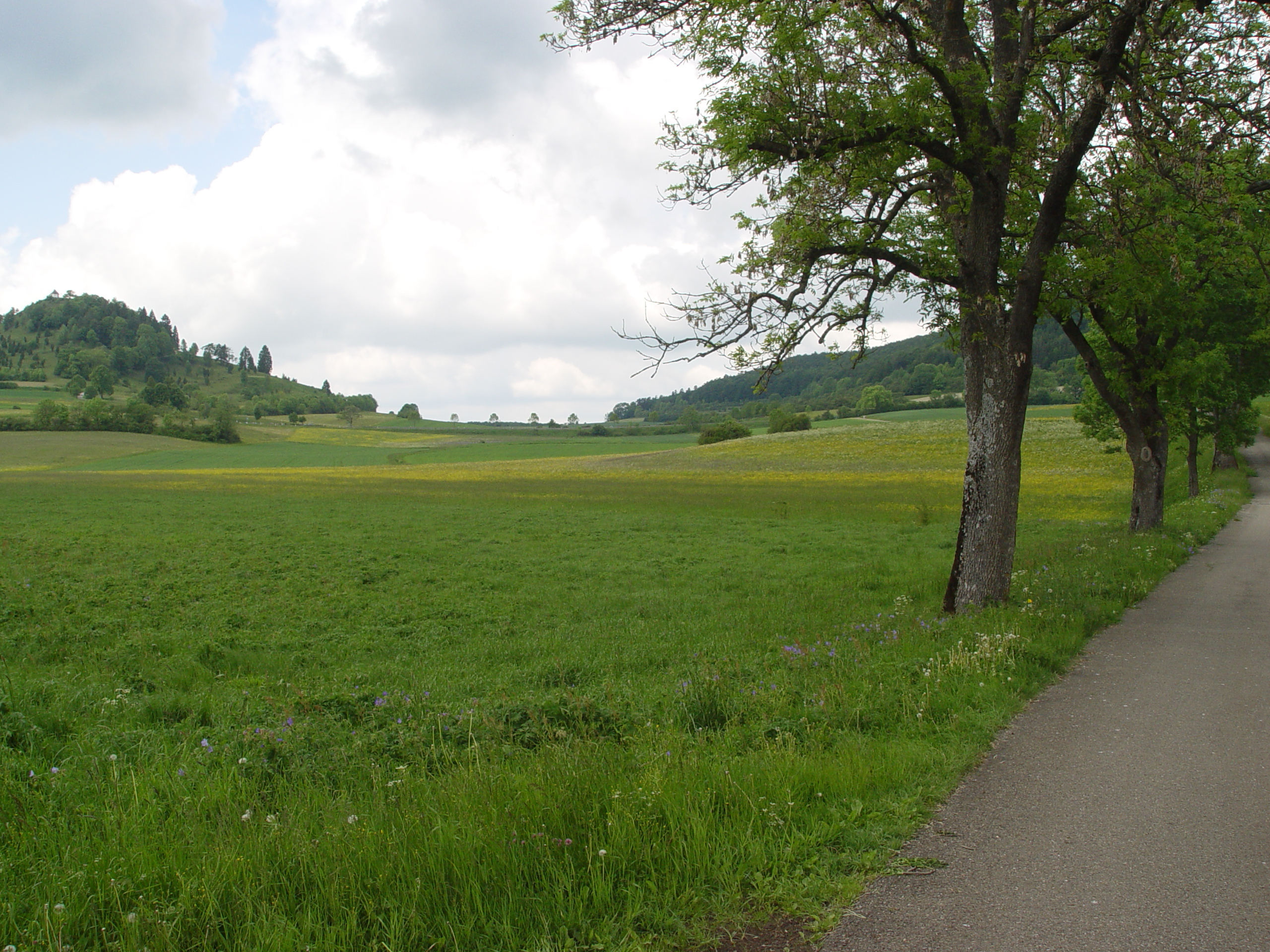
… und sechs Wochen später.
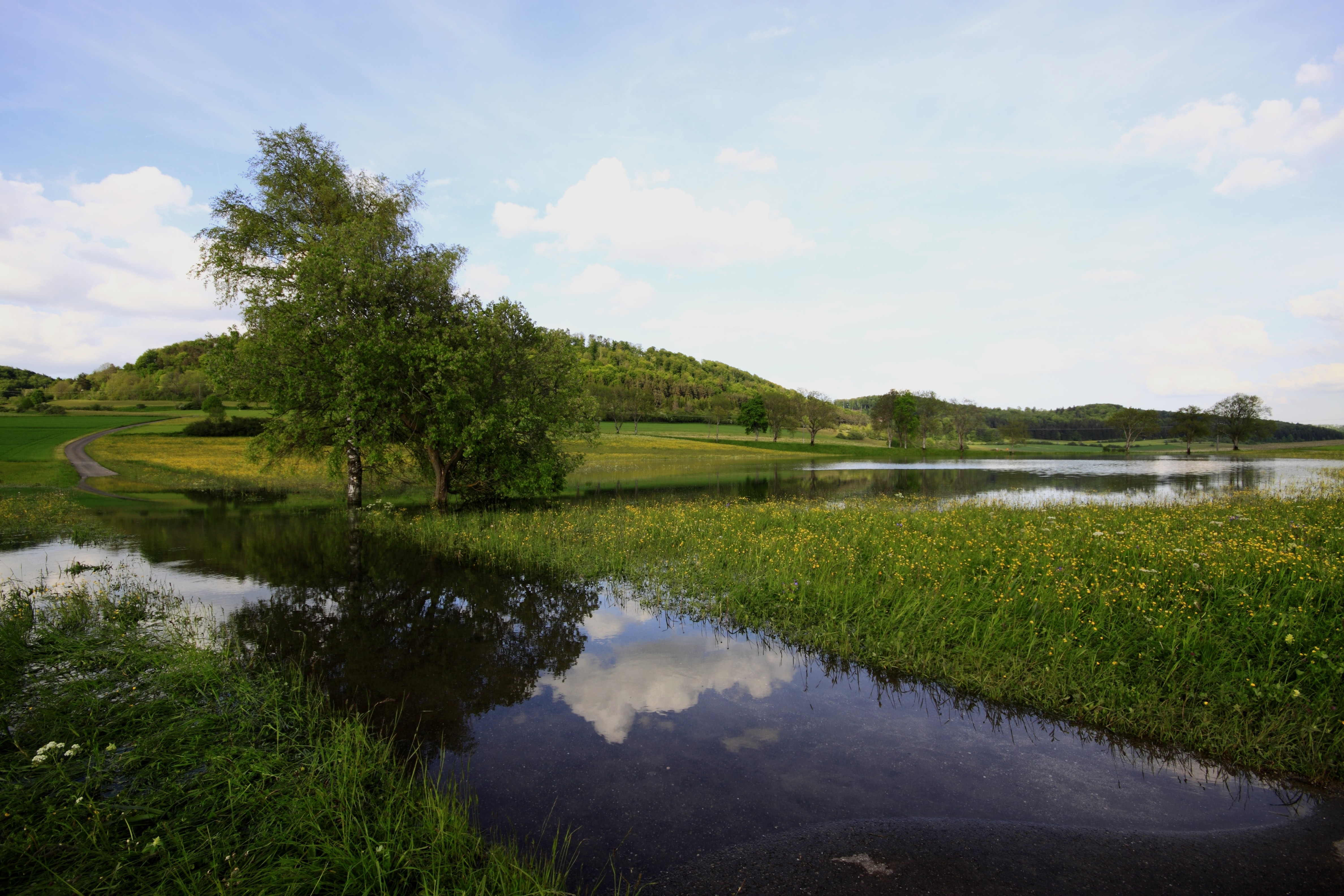
Nach dem Sommerhochwasser 2013
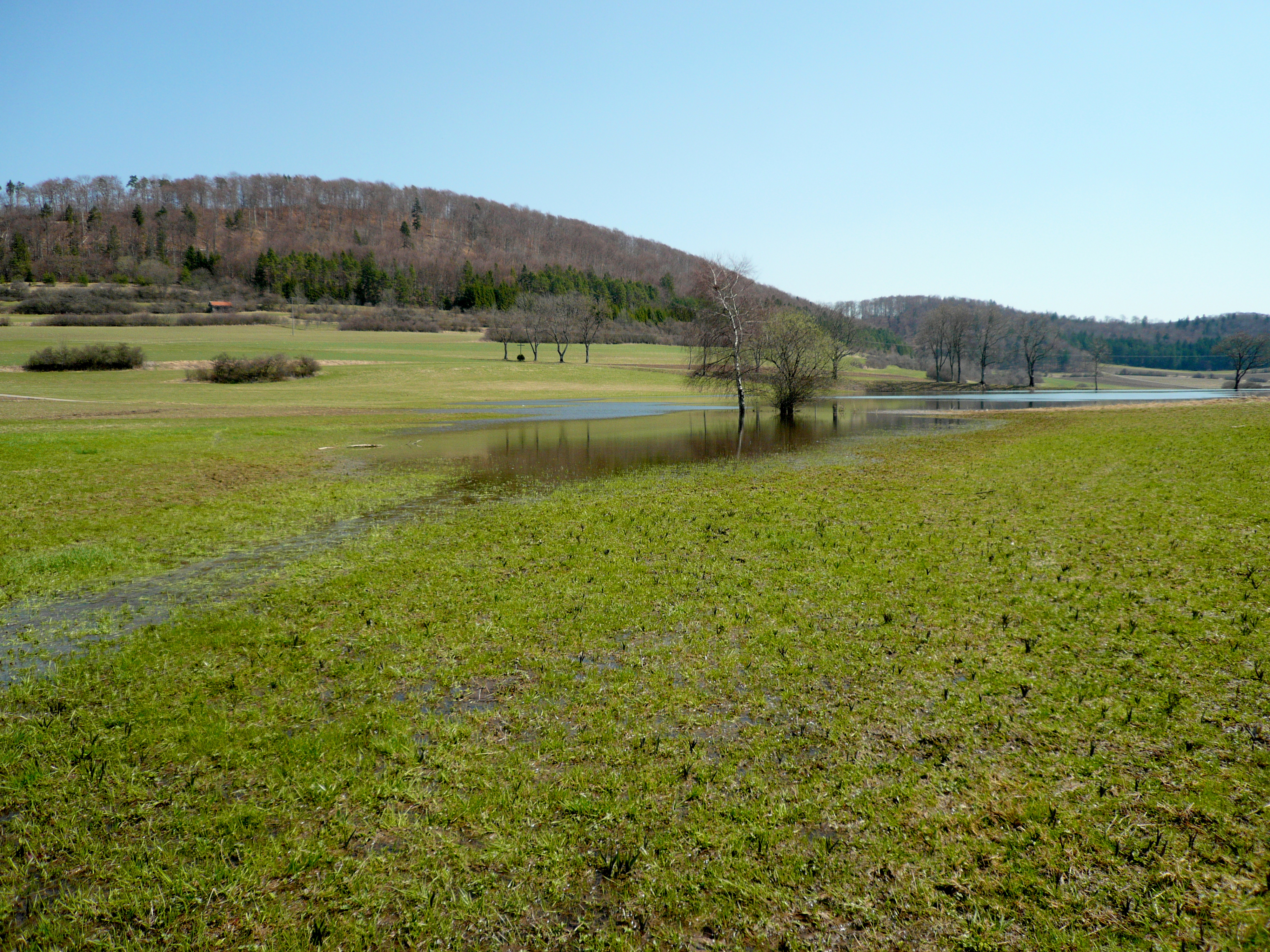
Der Zufluss in einer Sumpfzone an der Westseite des Sees